# Stykač

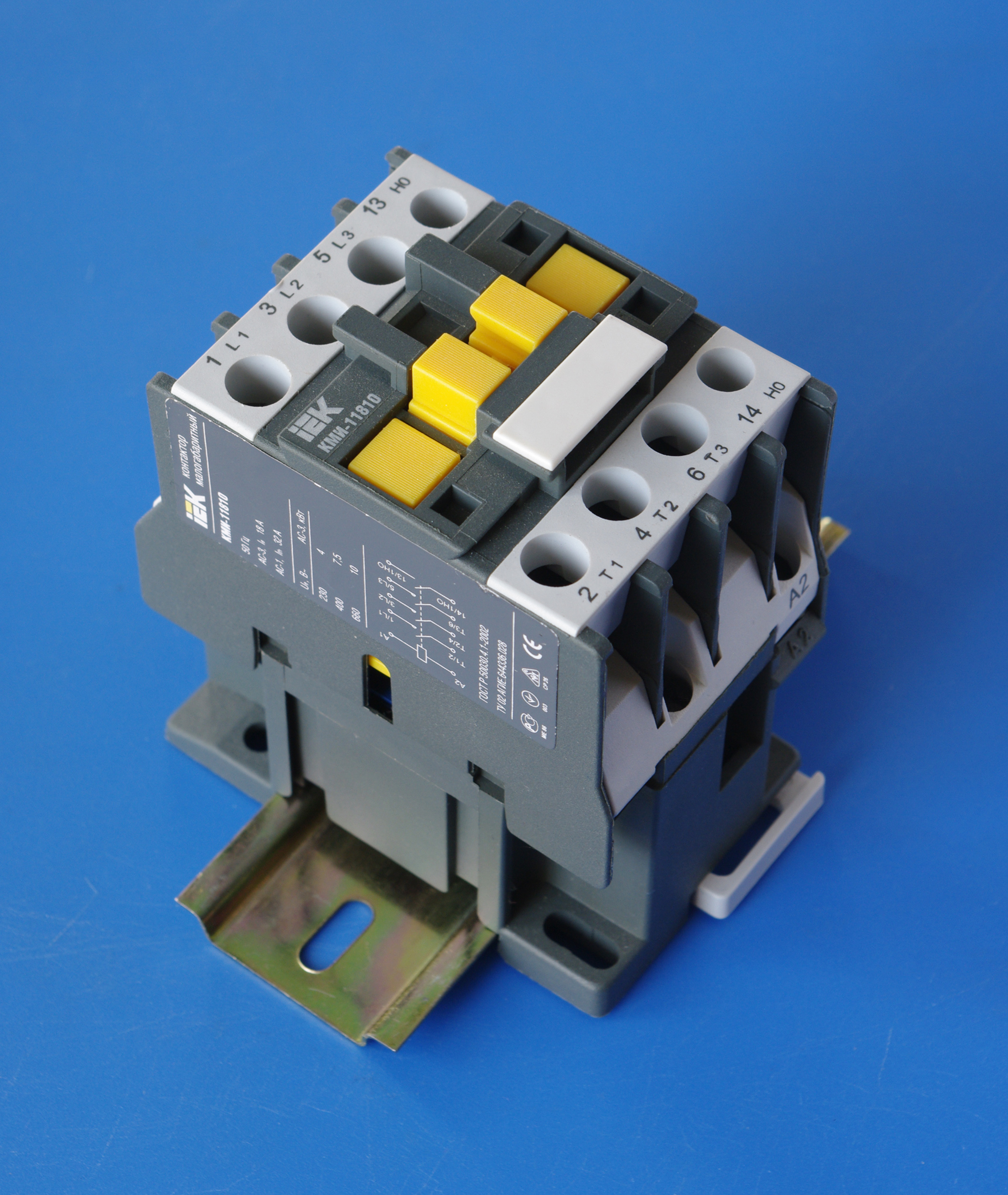
Třífázový stykač upevněný na DIN lištu. Popis svorek: L_{1}-T_{1}, L_{2}-T_{2}, L_{3}-T_{3} -hlavní (výkonové) kontakty; NO (v azbuce НО) 13-14-pomocný kontakt (samodržný/signalizační); A_{2}-A_{1} (na horní straně není vidět) — cívka. Možno nasadit rozšiřující jednotku pomocných kontaktů

Stykač je přístroj pro spínání nebo rozepínání elektrického spojení, ve většině případů využívající elektromagnetický pohon. 

## Princip

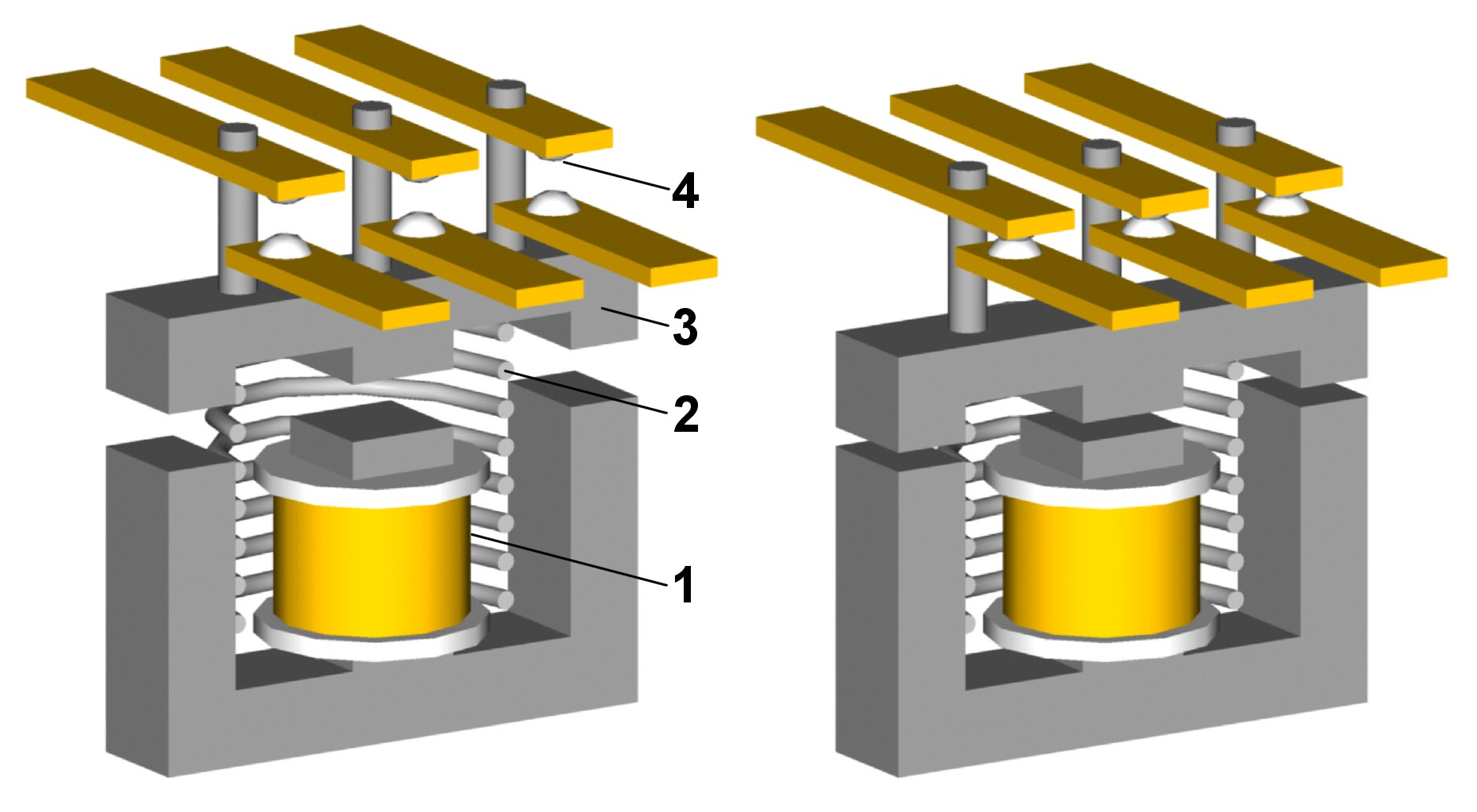
Vnitřek třífázového stykače.

Stykače mají podobnou konstrukci, princip i charakteristické parametry jako relé. Když přivedeme napětí na svorky cívky, vzniká magnetické pole a tím i magnetická síla. Kotva s pohyblivými kontakty je tak přitažena a pohyblivé kontakty se spojí s pevnými kontakty nebo přeruší stávající spojení. Kontakty jsou drženy v pracovní poloze cizí silou, jakmile tato síla přestane působit, kontakty se vrací do klidové polohy.
Stykače mají hlavní (též silové) kontakty, které spínají velké proudy tekoucí do ovládaného spotřebiče. Tyto kontakty jsou nejčastěji zapínací (v klidové poloze jsou rozepnuty a v pracovní poloze sepnuty), ale mohou být i rozpínací (v klidu sepnuté a v pracovní poloze rozepnuté). Vedle hlavních kontaktů mají stykače kontakty pomocné určené k ovládání, blokování, signalizaci atd. (opět mohou být zapínací i rozpínací). Výměnou jednotlivých částí, například sady kontaktů nebo cívky, je možno stykač upravit pro jiné napětí nebo vybavit jiným typem kontaktů.

## Rozdělení
Stykače rozdělujeme:

Stykač - schematická značka třífázového stykače s pomocnými kontakty (1NC+1NO)

- podle přídržné síly na elektromagnetické, hydraulické a pneumatické;
- podle proudu na stykače pro střídavý proud (AC) a stykače pro stejnosměrný proud (DC);
- podle chlazení na vzduchové stykače a olejové stykače;

přičemž nejčastějším typem jsou elektromagnetické vzduchové stykače.
Při popisu stykače, na schématech i na skutečných stykačích se používá označení:
- A1, A2 - svorky ovládací cívky
- NO (Normaly Open) pomocné kontakty spínací
- NC (Normaly Closed) pomocné kontakty rozpínací.

## Údržba
Stykače nevyžadují téměř žádnou údržbu. Při 500 sepnutích za hodinu a provozu 8 hodin denně se doporučuje kontrola funkce stykače jednou za rok.[zdroj?] Doba údržby stykačů se většinou stanoví podle namáhání a podle životnosti udávané výrobcem.
Při častém spínání lze místo stykače použít solid state relé, které se skládá z polovodičů a neobsahuje žádné pohyblivé součásti.